# Sexpositiv feminism
| Sexpositiv feminism |
| --- |
| - Betydelse – rörelse kring sexualitet som en positiv kraft i strävandet efter jämställdhet - Bakgrund – 1970-talet, som reaktion mot radikalfeminismens aktivism mot pornografi - Relaterade begrepp – sexpositiva rörelsen, queerfeminism, tredje vågens feminism - Olika ord – sexradikal feminism eller sexliberal feminism |

Sexpositiv feminism, sexradikal feminism eller sexliberal feminism är en teoribildning och ideologi som framför allt syftar till att framställa sexualitet som en positiv kraft i strävandet efter jämställdhet. Sexpositiva feminister anser att den manliga heteronormativiteten lett till att annan sexualitet än den manligt heterosexuella – som kvinnans sexualitet, homo- och bisexualitet, transsexualism och BDSM – förnekats och skambelagts.
Den sexpositiva feminismen är en del av den större sexpositiva rörelsen. Denna samlar motståndare mot censur, HBTQ-aktivister, feministiska akademiker, liksom producenter av pornografi och annan erotica.

## Position
Den sexpositiva feminismen är delvis en motreaktion mot radikalfeminismens och den socialistiska feminismens protester mot pornografi, koppleri, sexköp och i vissa fall all heterosexualitet eller uttryck för manlig sexualitet. Enligt den sexpositiva feminismen utnyttjar och stärker dessa protester äldre patriarkala tabun kring framför allt kvinnlig sexualitet.
Den feministiska teoribildaren Gayle Rubin har kortfattat försökt förklara konflikten kring  sex inom feminismen. Den yttrar sig i att en feministisk strömning kritiserar de sexuella begränsningar och svårigheter (inklusive kring abort) som sexuellt aktiva kvinnor mötes av, medan en annan strömning ser sexuell liberalisering som ett i första hand "manligt privilegium".
En av grundtankarna inom den sexpositiva feminismen är att folk är och får lov att vara olika. Olika människor ska få lov att ha skilda sexualiteter och sexuella preferenser, och deras sexfantasier ska inte tas som intäkt för ett eventuellt omoraliskt beteende.
Sexpositiva feminister anser att sexuella tjänster mot betalning i vissa fall är en acceptabel och nyttig del av samhället, och att kriminalisering av sexköp och koppleri gör mer skada än nytta. Den sexpositiva feminismen har många kopplingar till både liberalfeminism och queerteori. Sexpositivismen har samtidigt kritiserats för att nedvärdera viktiga feministiska mål, och själva begreppet sexpositivism har på vissa håll setts som en strategisk namngivning för att undvika kritik.

## Historia
| Gayle Rubin och Ellen Willis, tidiga företrädare för en sexpositiv feminism. |  | Gayle Rubin och Ellen Willis, tidiga företrädare för en sexpositiv feminism. |
| Gayle Rubin och Ellen Willis, tidiga företrädare för en sexpositiv feminism. |  |                                                                              |

Den sexpositiva feminismen har rötter tillbaka till sexpolitiska pionjärer inom den tidiga feminismen. Det inkluderar namn som Elise Ottesen-Jensen, Havelock Ellis, Margaret Sanger, Alfred Kinsey och Shere Hite. Den mer moderna inkarnationen av rörelsen är dock en följd av 1970-talets ökade feministiska fokus på pornografi som roten till mäns förtryck av kvinnor.

### 1970-talet
Framväxten av den andra vågens feminism skedde parallellt med den sexuella revolutionen och lagförändringar som underlättade produktion och spridning av pornografi. Under 1970-talets gång blev radikalfeminister allt mer inriktade på sexualitetens roll i den rådande könmaktsordningen, och en del feministiska grupper ägnade allt större kraft åt att föreskriva hur en äkta feministisk sexualitet borde se ut. Detta gällde både inom kvinnoseparatistiska delar av rörelsen och inom heterosexuellt konstruerade organisationer som Redstockings. Den amerikanska sexualupplysaren Betty Dodson tillhörde, å sin sida, de feminister som ansåg att kvinnlig sexuell njutning och onani hade en central plats i kampen för den kvinnliga frigörelsen.
Karaktären hos 1970-talets öppet producerade och distribuerade pornografi (inklusive filmer som Långt ner i halsen) ledde från runt mitten av decenniet till en mer central roll för ämnet inom den feministiska rörelsen. Även i övriga delar av samhället väcktes oro för spridningen av sex och våld inom medierna och hur detta skulle kunna påverka. Inom den feministiska rörelsen var radikalfeministerna ledande i att formulera tankar kring hur pornografin kunde fungera som ett instrument för manlig makt. Teoretikern Robin Morgan summerade denna tankegång i sitt ofta citerade yttrande "Pornografi är teorin, våldtäkt praktiken".
Denna mestadels radikalfeministiska och i praktiken censurivrande kamp ledde till reaktion inom andra delar av den feministiska rörelsen. Detta inkluderade BDSM-utövare, förkämpar för prostituerades rättigheter och liberala feminister som mer prioriteterade yttrandefrihet, sexuella friheter och kvinnors egenmakt.
En av de tidigaste feministiska argumenten emot anti-porr-feminismen kom från Ellen Willis, när hon i oktober 1979 lät publicera sin essä "Feminism, Moralism, and Pornography" i The Village Voice. Som svar på bildandet av aktionsgruppen Women Against Pornography (WAP) skrev Willis även en artikel i tidningen (där hon myntade begreppet pro-sex feminism) och där hon uttryckte oro för hur anti-porr-aktivisterna försökte göra feminismen till en enfrågerörelse. Hon argumenterade för att feminister inte borde fördöma pornografi som fenomen och att restriktioner mot den lika lätt kunde användas emot yttranden som feminister själva drog nytta av.

### 1980- och 1990-talet
| Cyndi Lauper och Madonna, kvinnliga artister som lyfte fram (kvinnlig) sexualitet under 1980-talet. |  | Cyndi Lauper och Madonna, kvinnliga artister som lyfte fram (kvinnlig) sexualitet under 1980-talet. |
| Cyndi Lauper och Madonna, kvinnliga artister som lyfte fram (kvinnlig) sexualitet under 1980-talet. |  | |

Under 1980-talet materialiserades motståndet mot pornografi genom ledande radikalfeministiska aktivister som Andrea Dworkin och Catharine MacKinnon, där de bland annat sökte lagändringar för att förhindra spridandet av pornografi. USA:s WAP och utländska motsvarigheter (i Sverige verkade åren 1985–1999 Folkaktionen mot Pornografi) arbetade för att hindra eller begränsa pornografiskt material i tidningsställen eller i samhället i stort. Man kämpade även emot prostitution och sadomasochism, som exempel på andra sexuella företeelser där män ansågs utöva sin makt över kvinnor.
Under 1980-talet fördes en kamp mellan anti-porr-rörelsen och anti-censur-delen av feminismen, en kamp som försvagade feminismen som rörelse. Censurivrarna fick stöd från konservativa krafter som ogillade omoralen i pornografin, medan den sexpositiva delen av feminismen ofta ansågs vara lierad med porrbranschen och dess manliga "förtryckarapparat". Samtidigt spreds sexpositiva budskap inom och utom feminismen via musikartister som Cyndi Lauper och Madonna, och nya fenomen som hemvideo och vuxenserietidningar spred sexuella budskap inom allt fler medier.
1990-talet presenterade en ny typ av sexpositiv feminism, genom framväxten av den tredje vågens feminism. Här var begrepp som queer, HBTQ och Pride naturliga inslag i rörelsen, som inträffade samtidigt som kabel- och betal-TV-kanaler använde pornografi som säljargument för att locka kunder och tittare. Denna nya våg bars upp av en ny generation av feminister, som vuxit upp med Madonna och MTV och under decenniet även skulle börja utforska möjligheterna med den nya Internet-teknologin. Namn som Wendy McElroy och Camille Paglia bidrog till det sexpositiva samtalsklimatet.

### Senare år
Efter millennieskiftet sjönk den feministiska aktivismen, och vissa talade om ett postmodernistiskt samhälle. Den sexpositiva feminismen lyftes fram av debattörer som Petra Östergren och Carol Queen, och även inom sexbranschen fanns feministiska röster i form av Nina Hartley och Tristan Taormino. Mot slutet av årtiondet föddes det mobila Internet i och med framväxten av smartmobiler, och sociala medier skapade nya plattformar för offentliga samtal. Under 2010-talet ledde detta till en ökad spridning av sexuella budskap i medierna (bland annat genom ofta gratis internetpornografi), vilket i sin tur ledde till motreaktioner och försök till att reglera sexualiseringen av samhället.
Feminismen växte under årtiondet i betydelse, och den sexpositiva feminismen fick ökat motstånd under och efter metoo-rörelsens avslöjanden av systematiskt utnyttjande av manliga privilegier. En viss "sexnegativitet" eller åtminstone lyftande av sexualitetens risker finns hos många unga ur generation Z. Samtidigt är den generationen märkbart mindre heteronormativt präglad än tidigare generationer, med endast 54 procent av dem (enligt en undersökning från 2020) självdefinierade som exklusivt heterosexuella.

## Företrädare och exempel

### Kända sexpositiva feminister
- Petra Östergren[14]
- Susanne Dodillet[15]
- Alexander Alvina Chamberland[16]
- Camille Paglia (även definierad som särartsfeminist[17])

### Sexpositiv litteratur
- Sexual Personae (1990) av Camille Paglia
- The Ethical Slut (1997; svenska: Den etiska slampan) av Dossie Easton och Catherine A. Liszt (Janet Hardy)
- Porr, horor och feminister (2006) av Petra Östergren
- F-ordet. Mot en ny feminism
- Allt som är mitt: Våldtäkt, stigmatisering och upprättelse[18]
- Är sex arbete? : Svensk och tysk prostitutionspolitik sedan 1970-talet
- Bara för dig : Pornografi, konsumtion, berättande

## Källhänvisningar
1. 1 2  Rubin, Gayle S. (1984), "Thinking sex: notes for a radical theory of the politics of sexuality", in Vance, Carole (ed.), Pleasure and danger: exploring female sexuality, Boston: Routledge & K. Paul, pp. 267–319, ISBN 9780710202482.
2. 1 2  Hinsliff, Gaby (2 februari 2022). ”‘It stopped me having sex for a year’: why Generation Z is turning its back on sex-positive feminism” (på brittisk engelska). The Guardian. ISSN 0261-3077. https://www.theguardian.com/lifeandstyle/2022/feb/02/it-stopped-me-having-sex-for-a-year-why-generation-z-is-turning-its-back-on-sex-positive-feminism. Läst 26 oktober 2023.
3. ↑  Koli, Lyra (19 oktober 2020). ”Marknaden tänder på sexpositivismen - OBS”. sverigesradio.se. https://sverigesradio.se/avsnitt/1601609. Läst 30 december 2021.
4. ↑  Lennerhed, Lena (8 mars 2018). ”Elise Ottesen-Jensen”. skbl.se. http://skbl.se/sv/artikel/EliseOttesenJensen. Läst 26 oktober 2023.
5. ↑  McElroy, Wendy (1995). XXX : a woman's right to pornography. New York : St. Martin's Press. ISBN 978-0-312-13626-0. http://archive.org/details/xxxwomansrightto00mcel. Läst 26 oktober 2023
6. ↑  Dodson, Betty (1972) (på engelska). Liberating Masturbation. Sensory Research Corp. / library.cornell.edu. https://rmc.library.cornell.edu/HRC/exhibition/stage/REX023_158.pdf. Läst 26 oktober 2023
7. ↑  ”"Porr är teorin, våldtäkt praktiken"”. Sveriges Radio. 26 juni 2013. https://sverigesradio.se/artikel/4981587. Läst 26 oktober 2023.
8. ↑  Återtryckt som: Willis, Ellen (2012), "Feminism, moralism, and pornography", i Willis, Ellen (ed.), Beginning to see the light: sex, hope, and rock-and-roll, Minneapolis: University of Minnesota Press, pp. 219–227, ISBN 9781452948997.
9. ↑  Återtryckt som: Willis, Ellen (2012), "Lust horizons: is the women's movement pro-sex?", i Willis, Ellen (ed.), Beginning to see the light: sex, hope, and rock-and-roll, Minneapolis: University of Minnesota Press, pp. 3–15, ISBN 9781452948997.
10. ↑  ”Folkaktionen mot Pornografi”. www.kvinnofronten.nu. http://www.kvinnofronten.nu/FmP/. Läst 26 oktober 2023.
11. ↑  Moayeri, Lily (4 mars 2021). ”Cyndi Lauper Is Still The Feminist Pop Star We Need | GRAMMY.com”. www.grammy.com. https://www.grammy.com/news/cyndi-lauper-is-still-the-feminist-pop-star-we-need. Läst 26 oktober 2023.
12. ↑  Haas, Brenda (25 november 2022). ”Madonna's 'Sex' 30 years on: A bold feminist statement? – DW – 11/25/2022” (på engelska). dw.com. https://www.dw.com/en/madonnas-sex-30-years-on-a-bold-feminist-statement/a-63881802. Läst 26 oktober 2023.
13. ↑  ”Sexual orientation and attitudes to LGBTQ+ in Britain” (på engelska). ipsos.com. 26 juni 2020. https://www.ipsos.com/en-uk/sexual-orientation-and-attitudes-lgbtq-britain. Läst 9 november 2023.
14. ↑  Ekman, Kajsa Ekis. ”EU-projekt kuppat av prostitutionslobbyn”. ETC. http://www.etc.se/ledare/eu-projekt-kuppat-av-prostitutionslobbyn. Läst 26 december 2015.
15. ↑  Wallin, Maria. ”Doddillets avhandling, hela debatten”. SocialPolitik. Arkiverad från originalet den 27 december 2015. https://web.archive.org/web/20151227150154/http://www.socialpolitik.com/2009/04/10/doddillets-avhandling-hela-debatten/. Läst 26 december 2015.
16. ↑  ””Sexarbetare måste få rättigheter””. https://feministisktperspektiv.se/2014/05/09/sexarbetare-maste-fa-rattigheter/. Läst 26 december 2015.
17. ↑  "Camille Paglia". NE.se. Läst 8 juni 2014.
18. ↑  ””En genväg förbi läsekretsens intellekt””. https://feministisktperspektiv.se/2015/08/11/en-genvag-forbi-lasekretsens-intellekt/. Läst 26 december 2015.